# アルバート・ウォルステッター

ロナルド・レーガンから大統領自由勲章を授与されたウォルステッター（一番左）すぐ右に同時に授与されたロバータ夫人・レーガンのすぐ左にニッツェ

アルバート・ウォルステッター（Albert Wohlstetter、1913年12月19日 - 1997年1月10日）は、アメリカ合衆国の核戦略研究家。シカゴ大学教授。
冷戦下の国防・外交戦略に影響を及ぼした一方で、ポール・ウォルフォウィッツ、ザルメイ・ハリルザド、リチャード・パールなど後にネオコンと呼ばれる政治家や戦略研究家を育てた。
妻のロバータ・ウォルステッターは、軍事史家。

## 略歴
ニューヨークで富裕なユダヤ系の一家に生まれる。ニューヨーク市立大学シティカレッジに進学して、数理論理学を専攻。在学中、科学哲学誌に寄稿して、彼の論文を評価したアルベルト・アインシュタインに招かれた。その一方でアメリカ共産党を追放されたトロツキストが結成したアメリカ共産主義者同盟から分裂した革命的労働者党同盟に参加、この時アメリカ共産党・更にはソ連共産党を批判した経験が、その後の彼の対ソ観に長く影響を与えることになった。
大学卒業後は研究所勤務を経て、第二次世界大戦に従軍。戦後、住宅会社を経営するが経営破綻したため、妻が勤務していたランド研究所に職を得る。ランドでは対ソ防衛戦略の策定に従事し、核攻撃の際には幾つかのチェックポイントを経ない限りは実行されないフェイルセーフの概念を提唱。前線基地からの先制攻撃一辺倒だった国防戦略に、大きな修正を迫った。
1958年、『フォーリン・アフェアーズ』誌に「際どい恐怖の均衡」なる論文を発表、当時ソ連が人工衛星打ち上げに成功したことを切っ掛けとしたミサイル・ギャップの論争が巻き起こっており、アイゼンハワー政権の国防政策を批判して今日のミサイル防衛の概念を提唱した。この「際どい恐怖の均衡」のフレーズは論文を読んだ映画監督のスタンリー・キューブリックに影響を与え、草稿で映画『博士の異常な愛情 または私は如何にして心配するのを止めて水爆を愛するようになったか』の最初期のタイトルに採用していたことでも知られる。
1963年にランドを辞職し、カリフォルニア大学ロサンゼルス校（UCLA）を経て、1965年に国際政治学者のハンス・モーゲンソーに招かれてシカゴ大学教授となる。彼の唱えた強硬策は党派を超えて支持を獲得し、1965年2月にロバート・マクナマラから、1976年11月にはドナルド・ラムズフェルドから、国防総省功労勲章を授与された。彼は国防総省に雇用されていない最初の受章者であり、2度にわたって授与された最初の人物であるった。ロナルド・レーガン政権下では外交政策の基本方針としてその多くが採用され、1985年に大統領自由勲章を受章した。

## 著書
- Nuclear policies: fuel without the bomb: a policy study of the California Seminar on Arms Control and Foreign Policy, Albert Wohlstetter, et al., Ballinger Pub. Co., 1978.
- Swords from plowshare: the military potential of civilian nuclear energy, Albert Wohlstetter, et al., University of Chicago Press, 1979.
- Swords and shields: NATO, the USSR, and new choices for long-range of fense and defense, edited by Fred S. Hoffman, Albert Wohlstetter, David S. Yost, Lexington Books, 1987.